# WDR Big Band
De WDR Big Band is een Duitse bigband van de Westdeutscher Rundfunk in Keulen.

## Geschiedenis
De oorsprong van de huidige WDR Big Band ligt bij het Cologne Radio Dance Orchestra, dat in augustus 1946 actief was in het toenmalige NWDR Cologne (de voorganger van de huidige WDR), onder leiding van Otto Gerdes en afgewisseld met het Radio Dance Orchestra Hamburg o.l.v. Kurt Wege verscheen in het enige programma van de NWDR. Al in de herfst van 1947 stapte Otto Gerdes over naar een orkest van de Südwestfunk (SWF) en werd vervangen door Adalbert Luczkowski, die in de tijdens de oorlog opgerichte strijkgroep van het German Dance and Entertainment Orchestra had gewerkt en mogelijk de traditie van deze band in Keulen wilde voortzetten. In ieder geval heette het bestaande orkest nu het Cologne Dance and Entertainment Orchestra (KTUO). De solisten in dit orkest waren Heinz Schachtner (trompet), Erich Well (trombone) en de saxofonisten Eddie Reisner en Paul Peucker.
Eind jaren 1950 werd bij WDR de liefde voor jazz ontdekt. Omdat de bestaande KTUO hier niet voor opgericht was, kreeg Kurt Edelhagen de opdracht om een jazz big band op te richten. In 1957 stapte Kurt Edelhagen over van SWF naar WDR en bracht drie muzikanten uit zijn vorige band naar Keulen. Hij zocht alle anderen uit heel Europa en de band was compleet met muzikanten uit acht landen. De compositie veranderde echter constant, omdat Edelhagen bekend stond om een sterke 'slijtage' van muzikanten. Het nieuwe Kurt Edelhagen Orchestra bleef echter een onafhankelijke band onder de naam van zijn leider en was geen radio-orkest. Alleen Edelhagen had een contract met de WDR dat jaarlijks moest worden verlengd. In dit opzicht kan hij alleen in bredere zin worden beschouwd als een voorloper van de WDR Big Band. Pas na de beëindiging van zijn contract door de WDR eind 1972 en het daarmee samenhangende einde van zijn eigen bigband, nam Edelhagen tussen 1976 en 1980 op met het WDR Tanzorchester.
Adalbert Luczkowski ging op 1 januari 1966 met pensioen. Zijn opvolger was het vorige hoofd van de RIAS Tanzorchesters Berlin, Werner Müller in 1967. Het Keulse dans- en entertainmentorkest onder leiding van Adalbert Luczkowski en vervolgens Werner Müller speelde tijdelijk parallel met de Edelhagen-band in WDR. Werner Müller combineerde de muzikanten van zijn band tijdelijk met de strijkers van het WDR-radio-orkest tot het Große Unterhaltungsorchester des WDR. Met hem kwam de term WDR dansorkest en later WDR big band. In september 1987 werd Wolfgang Hirschmann benoemd tot eerste geluidstechnicus en producent van de WDR Big Band. Van 1996 tot januari 2002 was Hirschmann de orkestmanager, wiens repertoire hij voortdurend uitbreidde. Lucas Schmid volgde hem op deze koers. Bob Mintzer is sinds 2016 chef-dirigent. Tegelijkertijd werd Vince Mendoza geïntroduceerd als de nieuwe 'composer in residence' van de band. Karolina Strassmayer (altsaxofoon) is voor het eerst sinds 2004 lid van het orkest. Van 2014 tot 2019 had het orkest ook een koperblazer als Shannon Barnett. De WDR Big Band heeft verschillende prijzen gewonnen.

## Onderscheidingen
In 2007 ontving de WDR Big Band een Grammy Award. Het album Some Skunk Funk, opgenomen op de Leverkusen Jazz Days 2003 samen met Will Lee, Randy en Michael Brecker, werd door een groot jazzensemble erkend als het beste album. Michael Brecker ontving ook postuum de Grammy voor de beste jazz instrumentale solo voor het nummer Some Skunk Funk. De WDR Big Band was ook succesvol tijdens de 50e Grammy Awards in 2008. De gezamenlijke productie Avant Gershwin tussen de WDR Big Band en de zangeres Patti Austin werd verkozen tot het beste «Jazz Vocal Album» van het jaar. De WDR Big Band won samen met Vince Mendoza de tweede Grammy in de categorie «Best Instrumental Arrangement» voor het arrangement van In a Silent Way, gecomponeerd door Joe Zawinul, die in 2007 overleed. De opname is in oktober 2005 in Wenen gemaakt en maakt deel uit van de live-opnamen die in 2006 op het dubbelalbum Brown Street zijn uitgebracht.

## Orkestleiders
- Otto Gerdes (1946–1947)
- Adalbert Luczkowski (1947–1967) / Johannes Fehring (1963 – 1965)
- Werner Müller (1967–1985)
- Jerry van Rooyen (1985–1995)
- Bill Dobbins (1995–2002)
- Michael Abene (2003–2014)
- Richard DeRosa (2014–2016)
- Bob Mintzer (sinds de zomer van 2016)

## Discografie
- 2020: Dave Stryker en Bob Mintzer en de WDR Big Band: Blue Soul, Luciana Souza & WDR Big Band Köln: Storytellers
- 2019: Live at the Philharmonie, Cologne, Bill Laurance en de WDR Big Band
- 2018: Always Forward, Marshall Gilkes en de WDR Big Band
- 2017: Homecoming, Vince Mendoza en de WDR Big Band
- 2015: Köln, Marshall Gilkes en de WDR Big Band Köln, My Personal Songbook, Ron Carter en de WDR Big Band Köln, Big Band Boom, Metro en de WDR Big Band Köln
- 2013: Reineke Fuchs, hoorspel met Theo Bleckmann, Ulrich Noethen en de WDR Big Band (Live in Köln)
- 2012: Soul Classics, Maceo Parker en de WDR Big Band
- 2011: Mit großem Besteck, Pe Werner en de WDR Big Band
- 2009: Vans Joint, Bill Evans, Dave Weckl, Mark Egan en de WDR Big Band Köln (live), Plays the Music of Jimi Hendrix, Hiram Bullock, Billy Cobham en de WDR Big Band Köln (live)
- 2007: Avant Gershwin, Patti Austin en de WDR Big Band Köln, Roots & Grooves, Maceo Parker en de WDR Big Band Köln
- 2006: Brown Street, Joe Zawinul en de WDR Big Band Köln (live in Wenen), Winterwunderwelt, Götz Alsmann en de WDR Big Band Köln
- 2004: NiedeckenKoeln, Wolfgang Niedecken en de WDR Big Band Köln, Voices of Concord Jazz, live in Montreux
- 2003: tango y postango, Nestor Marconi, Ernst Reijseger, Mark Walker en de WDR Big Band Köln
- 2002: Paquito D'Rivera, Latin Rhythms met Paquito D'Rivera, For Ella, Patti Austin/ Patrick Williams, Dedalo, Gianluigi Trovesi, Colours of Siam, Thorsten Wollmann
- 2000: WDR Bigband Jan Klare/Eckard Koltermann, Mannix Soundtracks, Lalo Schifrin, Jazz Goes to Hollywood, Lalo Schifrin, Kurt Weill – American Songs, Caterina Valente
- 1999: Get Hit in Your Soul, Miles Griffith / Jack Walrath, Latin Jazz Suite, Lalo Schifrin
- 1998: Prism, Bill Dobbins / Peter Erskine, Gillespiana, Lalo Schifrin, Jazz Mass In Concert, Lalo Schifrin, The Escape, Jens Winther, Your Song, Jerry van Rooyen
- 1997: Behind Closed Doors, Peter Erskine, The Last Concert, Eddie Harris
- 1996: Flame, Jubilee, Markus & Simon Stockhausen, Soul to Jazz, Bernard Purdie, Swing & Balladen, Jerry van Rooyen
- 1994: Electricity, Bob Brookmeyer, Sketches, Vince Mendoza
- 1993: Cosmopolitan Greetings, George Gruntz, Jazzpana, Vince Mendoza / Arif
- 1992: Carambolage, Joachim Kühn, Traces of Trane, Peter Herborn
- 1990: Tribute to Thad Jones, Mel Lewis
- 1989: Dream of Life, Carmen McRae, East Coast Blowout, Jim McNeely, The Third Stone, Jiggs Whigham
- 1984: Harlem Story, Peter Herbolzheimer